# Deserto do Vale do Indo
O Deserto do Vale do Indo é um deserto quase inabitado localizado na porção norte do Paquistão.

## Localização e Descrição
O Vale do Indo cobre uma área de mais de 19 500 km² na região noroeste da Província de Punjab, entre os rios Chenab e Indo. O deserto é mais seco e menos hospitalar que as florestas que circundam a região, com temperaturas extremas (tanto no inverno quanto no verão), chegando a 45ºC. A precipitação é em torno de 640 a 760 mm por ano.

## Flora e Fauna
A vegetação desértica é bastante variada e depende também das temperaturas que a região sofre ao longo do ano. Uma das espécies de plantas que se destacam é a Prosopis.
O deserto é lar para várias espécies de mamíferos como o lobo, hiena, caracal, leopardo e urial, destacando também roedores e outros mamíferos. Enquanto que há cerca de 190 espécies de aves.

## Ameaças e preservação
Como o deserto vizinho, o Deserto de Thar, o deserto do Vale do Indo tem pouca agricultura ou pastagem, devido ao seu clima difícil e, por conseguinte, os habitats naturais estão quase intactos. No entanto a caça ainda continua sendo uma ameaça para os caracais, lobos e outros mamíferos.